# Carolyn Maloney
Pour les articles homonymes, voir Maloney.
Carolyn Jane Maloney, née Bosher le 19 février 1946 à Greensboro (Caroline du Nord), est une femme politique américaine. Membre du Parti démocrate, elle représente au niveau fédéral le 14e puis 12e district congressionnel de l'État de New York, de 1993 à 2023, pour dix et cinq mandats de deux ans, respectivement.

## Biographie

### Jeunesse et débuts en politique
Carolyn Maloney est originaire de Greensboro, en Caroline du Nord. Elle est diplômée du Greensboro College (en) en 1968 et devient enseignante. Au début des années 1970, elle travaille pour le conseil de l'éducation de New York. Elle travaille ensuite à l'Assemblée et au Sénat de l'État de New York.
En 1982, elle est élue au conseil municipal de New York où elle siège pendant dix ans. Elle représente le 8e district municipal dans le quartier de East Harlem.

### Représentante des États-Unis
En 1992, elle se présente à la Chambre des représentants des États-Unis dans le 14e district de New York. Le district est redécoupé avant les élections, s'ajoutent à l'Upper East Side, l'un des secteurs les plus riches de Manhattan, des quartiers de Brooklyn et du Queens plus populaires. La nouvelle circonscription est profondément démocrate. Avec 50,4 % des voix, elle remporte de justesse l'élection face au républicain libéral Bill Green (en), élu depuis 14 ans dans le 18e puis 15e district. Elle est réélue plus largement en 1994 en rassemblant 63 % des suffrages. Depuis, elle est réélue tous les deux ans avec un score toujours supérieur à 70 % des voix, dépassant les 80 % en 2004, 2006, 2012, 2016, 2018 et 2020.
Lors du 111e congrès, elle préside la commission commune à la Chambre et au Sénat sur l'économie (Joint Economic Committee). Du 20 novembre 2019 au 3 janvier 2023, elle préside le House Oversight Committee, la principale commission investigative de la Chambre des représentants, après en avoir assuré la présidence par intérim à partir du 17 octobre 2019, à la mort d'Elijah Cummings.
Elle envisage de se présenter à l'élection sénatoriale de 2010 face à Kirsten Gillibrand lors de la primaire démocrate, mais choisit finalement de rester à la Chambre des représentants.
Carolyn Maloney présente lors du 112e congrès une proposition de loi, le Susan B. Anthony Birthday Act, le 11 février 2011, qui donne naissance au Susan B. Anthony Day,.
En amont des élections de la Chambre des représentants de 2022, les districts congressionnels de l'État de New York sont redessinés et l'État perd un siège au Congrès. Le représentant sortant du 10e district, Jerrold Nadler, se présente dans le 12e district, où il affronte Maloney lors de la primaire démocrate. Nadler remporte aisément la primaire avec 55,4 % des voix, contre 24,4 % à Maloney, mettant de ce fait fin à la carrière politique de celle-ci.